# Cantonul Pujols
Cantonul Pujols este un canton din arondismentul Libourne, departamentul Gironde, regiunea Aquitania, Franța.

## Comune
- Bossugan
- Civrac-sur-Dordogne
- Coubeyrac
- Doulezon
- Flaujagues
- Gensac
- Juillac
- Mouliets-et-Villemartin
- Pessac-sur-Dordogne
- Pujols (reședință)
- Rauzan
- Sainte-Florence
- Sainte-Radegonde
- Saint-Jean-de-Blaignac
- Saint-Pey-de-Castets
- Saint-Vincent-de-Pertignas